# Reto Emch
Reto Emch (* 2. Juli 1961 in Solothurn) ist ein Schweizer bildender Künstler. Sein Werk umfasst Installation, Skulptur, Malerei und Fotografie.

## Leben
Aufgewachsen ist Reto Emch in Derendingen. Nach dem Besuch des Lehrerseminars in Solothurn lernte er Fotografie und arbeitete bei der Kantonsarchäologie Solothurn als Fotograf. Es folgte ein zweijähriger Aufenthalt in Paris von 1984 bis 1986.
Längere Auslandaufenthalte sind durch seine Assistenz bei Jean Tinguely von 1987 bis 1990 bedingt, den er bei internationalen Ausstellungen begleitet. Ab 1987 betrieb Reto Emch (bekannt auch unter E.M.C.H.) sein Atelier in Turin, wo er auch bis 1993 wohnte.
Seit den späten 1980er Jahren war Emch mit seinen Werken an nationalen und internationalen Skulpturenausstellungen vertreten, in Môtiers (1989), Spoleto (1992), Gubbio (1994) oder Bex (2005) (2008) (2011) (2017).
Nach einer intensiven Phase als freischaffender Künstler, in der er unter anderem 1986 und 1992 im Park des Kunstmuseums Solothurn Installationen zeigte, kehrte er 1998 für sieben Jahre als Techniker ins Museum seiner Heimatstadt zurück. Auch während seiner Anstellung, die er bis 2005 versah, war er weiterhin künstlerisch tätig. Nach Einzelpräsentationen im Kunstverein Ludwigsburg (2003) und in der Galerie Giorgio Persano in Turin (2007), fand 2008 seine erste Übersichtsausstellung im Kunstmuseum Solothurn statt. Grosse installative Arbeiten folgten darauf in Turin (2008 Fondazione Merz) Genua (2008 Camera di Commercio), Demonte (2008), Hamburg (2009), Moskau (2018), Attisholz (2021), Bregenz (2022), Saga (2024).
Seit 2010 führt und kuratiert Reto Emch das Haus der Kunst St. Josef in Solothurn.
In den Räumen der ehemaligen Klosterkirche St. Josef zeigen national und international bekannte Künstlerinnen und Künstler hauptsächlich installative Werke. Gleichzeitig entwickelt Reto Emch sein künstlerisches Schaffen weiter.

## Werk
Schwerpunkt im Werk von Reto Emch sind installative Arbeiten, die ortsspezifisch entstehen. Er beschäftigt sich mit den Eigenheiten und Besonderheiten eines von ihm gewählten Ortes und betont oder konterkariert diese mit seinen Interventionen. Inspirationen und Anleihen zieht er aus unterschiedlichen Bereichen. So sind Aspekte der Minimal Art und der Arte Povera erkennbar. Auch können Sound, Tanz oder theatrale Momente Bestandteile seiner Arbeiten sein.
Ein wiederkehrendes Motiv in seinen Werken ist die Beschäftigung mit Wasser. Dabei setzt er sich in vielschichtiger Weise mit dem fliessenden Element auseinander. So kann der Variantenreichtum der im Wasser erscheinenden Farbnuancen auf seinen malerischen Arbeiten auftauchen oder es können unter Einsatz von Sound akustische Merkmale, wie auf den Boden fallende Wassertropfen, hervorgehoben werden. Das Spektrum der realisierten Arbeiten umfasst umfunktionierte Brunnen, neu errichtete Wasserbecken an ungewöhnlichen Orten oder ein in Sprühnebel getauchtes ehemaliges Transportschiff.
Eine weitere Konstante in seinem mannigfaltigen Werk ist der Einsatz von alltäglichen Materialien. Dies können nicht mehr gebrauchte Alltagsgegenstände sein, die dem ursprünglichen Kontext entzogen werden und innerhalb eines Werkes eine neue Funktion erhalten. Entsorgte und wieder aktivierte Kühlschränke, Waschmaschinen oder Gummireifen werden in Reto Emch Arbeiten in neue, überraschende Zusammenhänge gestellt. Mehrmals tauchen seine Rauminstallationen in adaptierter Form auch als Bühnenbild auf. Unter anderem in On_Line__(2009), Buzzing Landscape (2011), Kalaschnikowa (2016), No Tears (2020) und Nocturne (2023) für die Tanzcompagnie el Contrabando, mit der er auch international auf Tournee ist. Direktorin und Choreografin der Tanzcompagnie ist seine Partnerin Anet Fröhlicher.

## Ausstellungen

### Einzelausstellungen (Auswahl)
- 1986  Altar, Kunstmuseum Solothurn, Solothurn
- 1986  Il Palazzo blu-marin, Eisenwerk, Frauenfeld
- 1986  Meerbilder, Künstlerhaus S11, Solothurn
- 1987  Il Palazzo blu-marin mit A.Heusser, Galerie Medici, Solothurn
- 1989  Das Tränenmeer mit M.M.R, La Chapelle St. Louis de la Salpêtrière, Paris F, mit Katalog
- 1990  Wasserinstallation, Galerie Mangisch, Zürich
- 1991  Zwischenhimmel mit D. Hutter, Garage Schlotterbeck, Basel und Kunstmausoleum, Biel
- 1992  La Piazza Reale, Kunstmuseum Solothurn, Solothurn, mit Katalog
- 1992  Meermobil 5, Galerie am Marktplatz, Büren a. A.
- 1993  Transformator, Galerie Mangisch, Zürich
- 1993  Aquarien, Galerie Rössli, Balsthal
- 1994  Il ballo della balena, Lavatoio Pubblico, Rio nell’ Elba I
- 1994  E.M.C.H, Galleria Giorgio Persano, Turin I
- 1995  Klangmasse mit P. Haldemann, Von Roll-Areal, Klus
- 1996  Seefeld Triptychon, SEV-Areal, Zürich
- 1997  Reto Emch, Galleria Giorgio Persano, Turin I
- 1998  Schottenbrunnen, SEV-Areal, Zürich
- 1998  Installation,  Freitagsgalerie, Solothurn1
- 1998  Installations,  Cargo, Marseille F
- 1999  ATEM, Kunsthalle, Burgdorf
- 2002  Spuren, Kunsthaus Zofingen
- 2003  "Inneres Meer", Kunstverein Ludwigsburg,  Ludwigsburg D, mit Katalog
- 2005  Installationen, Roamer, Solothurn
- 2006  Reto Emch, see301, Zürich
- 2007  Absolut, Galleria Giorgio Persano, Turin I
- 2008  Intonare, Kunstmuseum Solothurn, Solothurn, mit Katalog
- 2008  H2O, Palazzo della Borsa, Genua I, mit Katalog
- 2009  Souvenir, Cap San Diego, Hamburg D, mit Katalog
- 2011  FRIGO, Haus der Kunst St.Josef, Solothurn
- 2015  Celeste, Haus der Kunst St.Josef, Solothurn
- 2016  Reto Emch, Galerie Rössli, Balsthal
- 2018  Ruin Installation, Schusev State Museum of Architecture MUAR[17], Moskau RU
- 2018  Land Side, Concept Space, Shibukawa J
- 2018  Sea Side, AIS Gallery, Shibukawa J[18]
- 2020  Haus der Kunst St.Josef, Solothurn
- 2021  Cumulus, Viewer, Kunstverein Solothurn, Solothurn
- 2021  ARPEGGIO, Attisholz Areal, Luterbach Riedholz
- 2024  Entr'acte, AIS Gallery, Shibukawa J
- 2024  Espressivo, Concept Space, Shibukawa J
- 2024  Superstructure, Kenakian, Saga J[19]

### Gruppenausstellungen (Auswahl)
- 1984  Orwell 1984, Kunstmuseum Olten, Olten
- 1985  Werkjahrbeiträge des Kt. Solothurn, Kunstmuseum Olten, Olten
- 1989  Künstlerwerkplatz Industrie, Kunstmuseum Solothurn, Solothurn, mit Katalog
- 1989  Schweizer Plastikausstellung, Môtiers 89, Môtiers, mit Katalog
- 1991  Das Kunstmausoleum im weissen Saal, Kunstmuseum Bern, Bern
- 1992  Artedomani, punti di vista, Incontri Internazionali d’Arte, Spoleto I, mit Katalog
- 1992  Kultur im Thal, Kantonales Kulturzentrum Palais Besenval, Solothurn, mit Katalog
- 1993  Sound, Museum für moderne Kunst, Bozen I, mit Katalog
- 1994  XXII Biennale di Scultura, Gubbio I, mit Katalog
- 1995  Pied-à-terre, Centre Culturel Suisse, Paris F
- 1995  Artcircolo, Schloss Mělnik, Mělnik Cz, mit Katalog
- 1995  Triebquelle, Botanikum, München D, mit Katalog
- 1996  Punti di vista, Ex-ospedale San Matteo degli Infermi, Artedomani 3, SpoletoI
- 1996  1000 Jahre Oesterreich. Die Donau, eine Reise, Schottenstift, Wien A, mit Katalog
- 1996  Kunstlinie, Wasseramt, mit Katalog
- 1998  Skulpturenweg Grauholz, Bern, mit Katalog[20]
- 1999  Mémoires, paysages interieures,  Bex&Arts, Bex, mit Katalog
- 2000  Kunst im Schlachthaus, Schlachthaus, Büren a. A., mit Katalog
- 2000  Time. Time. Less, Egon Schiele Art Centrum, Krumlov CS, mit Katalog
- 2001  Chairs in contemporary art, Civici Musei del castello di Udine, Udine I, mit Katalog
- 2001  Chairs in contemporary art, Palazzo Affari ai Giureconsulti, Milano I
- 2002  Eröffnungsausstellung, Haus der Kunst St.Josef, Solothurn, mit Katalog
- 2002  Artcanal, Erlach, mit Katalog
- 2003  Heavens Lounge, Künstlerhaus S11, Vision, Illusion, Fiktion, Solothurn, mit Katalog
- 2005  10X Freiraum, Galerie Rössli, Balsthal, mit Katalog
- 2005  En plain air, Schloss Waldegg, Feldbrunnen-St. Niklaus
- 2005  Le goût du sel, Bex&Arts, Bex, mit Katalog
- 2005  La strada, 16° edizione di Fuori Uso, Pescara I, mit Katalog
- 2007  Ein Blick Kunst, Haus der Kunst St.Josef, Solothurn
- 2008  Lasciami,  Bex&Arts, Bex, mit Katalog
- 2008  Tracce d’acqua, Sulla via dello Sturla, Demonte I, mit Katalog
- 2009  Bewegter Stillstand, Kunstmuseum Solothurn, Solothurn
- 2009  Mehr, Cap San Diego, gemeinsam mit HAW Hamburg, mit Katalog
- 2010  Chromie, Galerie Gisèle Linder, Basel
- 2011  Territoires, Bex&Arts, Bex, mit Katalog
- 2013  L’accrochache 2013, Galerie Rössli, Balsthal
- 2014  Hitzewelle, Kunstmuseum Solothurn, Solothurn
- 2016  Winterlicht, Sutz-Lattrigen, mit Katalog
- 2017  l’Energie, Bex&Arts, Bex, mit Katalog
- 2017  Dingkult, Derendingen, mit Katalog
- 2018  Jetzt Kunst, Max Frisch Bad, Zürich
- 2018  Dis/Order, Voltage, Basel
- 2019  Insekten, Kunsthaus Steffisburg, Steffisburg
- 2020 Genius Loci Salodorensis. Kunstmuseum Solothurn
- 2021  Jetzt Kunst, Strandbad Thun
- 2022  Spektakulär Unscheinbar, Künstlerhaus Palais Thurn & Taxis, Bregenz
- 2023  Retrospektive Attisholz 23, Nocturne, Attisholz Areal, Riedholz

## Publikationen (Auswahl)
- Michael Babics: Kunstintervention auf der Cap San Diego, in: Kat. Souvenir, Cap San Diego, Hamburg, 2009, S. 3–5
- Viana Conti: L’artista che fa viaggiare il mare, in: H2O, Palazzo della Borsa, Genova, 2008, Verlag de Ferrari, S. 21–23
- André Kamber: La Piazza Reale, in: Kat. La Piazza Reale, Kunstmuseum Solothurn, Solothurn, 1992, S. 2
- Agnes Kohlmeyer: Von der Notwendigkeit, auf seine „Inneren Meere“ einzustimmen, in: Kat. Intonare, Kunstmuseum Solothurn, Solothurn, 2008 Verlag für moderne Kunst Nürnberg, S. 9–13
- Agnes Kohlmeyer: La Strada, in: Kat. La Strada, 16° edizioni di Fuori Uso, Pescara, 2005, S. 18–30
- Agnes Kohlmeyer: „Inneres Meer“, in: Kat. Reto Emch, "Inneres Meer", Kunstverein Ludwigsburg, Ludwigsburg, 2003, S. 4–15
- Agnes Kohlmeyer: Qualche domande sulle sedie d’artista, in: Kat. Chairs in contemporary art, Civici Musei del castello di Udine, Udine, 2001, S. 15–32
- Agnes Kohlmeyer: Raum-Bilder, in: Kat. Artedomani 1992 punti di vista, Incontri Internationali d’Arte, Spoleto, 1992, S. 31–34
- Agnes Kohlmeyer: Eau & Gaz à tous les étages, Daidalos, Nr. 55, 1995, S. 80–89
- Agnes Kohlmeyer: Zürich, Reto Emch, Contemporanea, Nr. 22, 1990. S. 97
- Juri Steiner: Retos Versailles, in: Kat. ARPEGGIO, Attisholz Areal, Luterbach 2021, S. 11
- Juri Steiner: Wasser und Leben, in: Kat. H2O, Palazzo della Borsa, Genova, 2008, Verlag de Ferrari, S. 12
- Juri Steiner: Imponderabilien, in: Kat. Jurassic Town, Schusev State Museum of Architecture, Moscow, 2018, S. 196
- Christoph Vögele: Kreisen und Fliessen, Räumen und Stapeln, in: Kat. Intonare, Kunstmuseum Solothurn, Solothurn, 2008 Verlag für moderne Kunst Nürnberg, S. 15–21